# Кащишина Оксана Михайлівна
Окса́на Миха́йлівна Кащи́шина (* 1978) — українська професійна велосипедистка; учасниця Олімпійських ігор-2008.

## З життєпису
Представляла клуб «Україна» (Дніпропетровськ). Дворазова срібна медалістка Чемпіонату України з дорожніх перегонів (2007, 2008).
Кваліфікувалася до збірної України в жіночих шосейних гонках на літніх Олімпійських іграх 2008 року, отримавши одне з трьох місць у чемпіонаті світу UCI разом із Тетяною Стяжкіною та Євгенією Висоцькою. Успішно завершила гонку, зайнявши 42-ге місце серед 66 велосипедистів
2009 рік — срібна нагорода; етап 1, Tour de Bretagne Féminin.
2011 року за річним контрактом виступала в італійській велокоманді «S.C. Michela Fanini Rox».